# Station Beignée
Station Beignée is een spoorweghalte langs spoorlijn 132 (Charleroi - Couvin) bij het gehucht Beignée in Ham-sur-Heure, een deelgemeente van de gemeente Ham-sur-Heure-Nalinnes.

## Treindienst
| Serie       | Treinsoort               | Route                                               | Bijzonderheden              |
| ----------- | ------------------------ | --------------------------------------------------- | --------------------------- |
| S 64        | S-trein Charleroi (NMBS) | Charleroi-Centraal – Beignée – Couvin               | Rijdt in het weekend 1×/2u. |
| P 7710/8710 | Piekuurtrein (NMBS)      | Couvin – Mariembourg – Beignée – Charleroi-Centraal | Rijdt alleen op werkdagen.  |

## Galerij

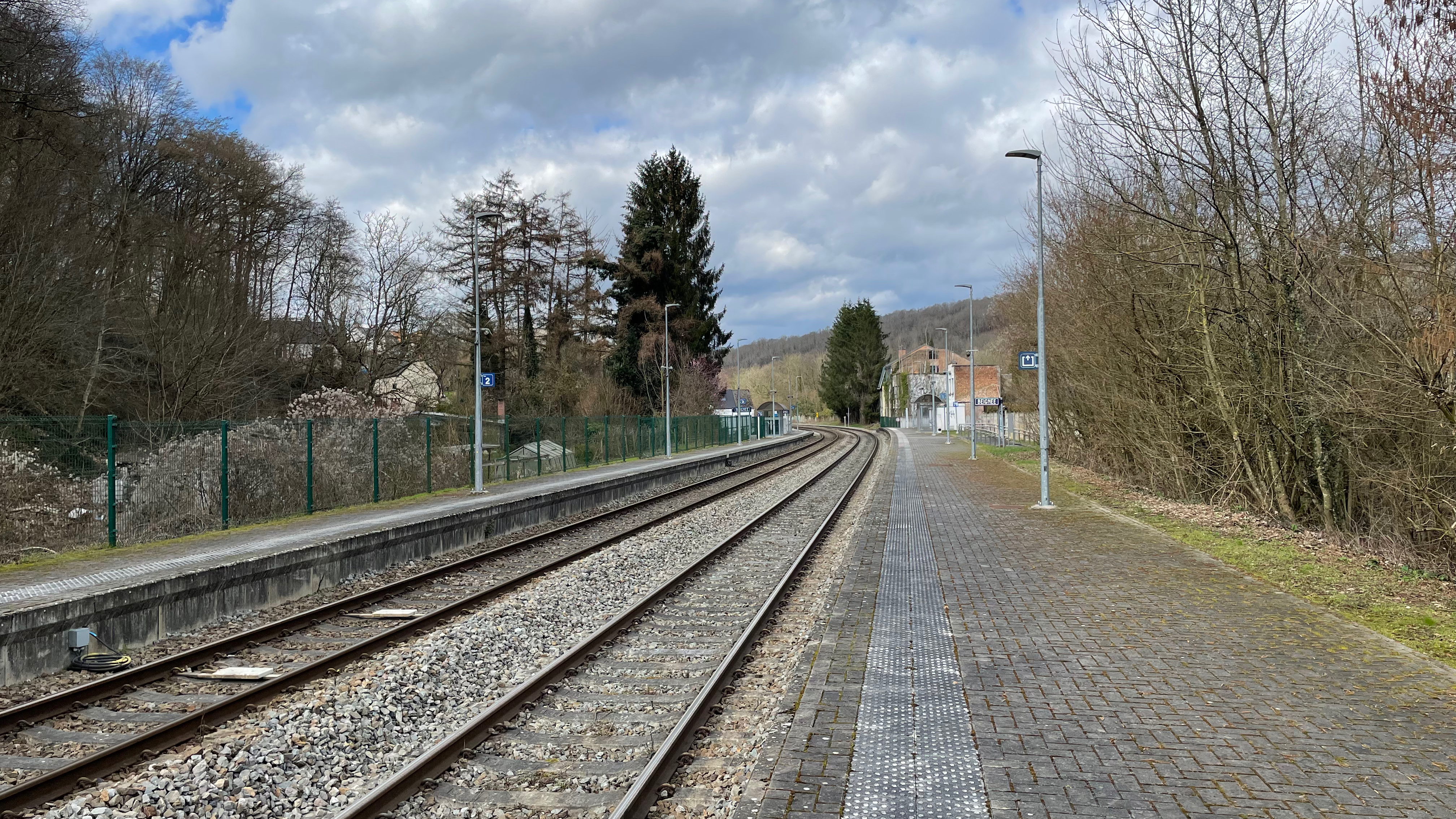
Zicht op het perron
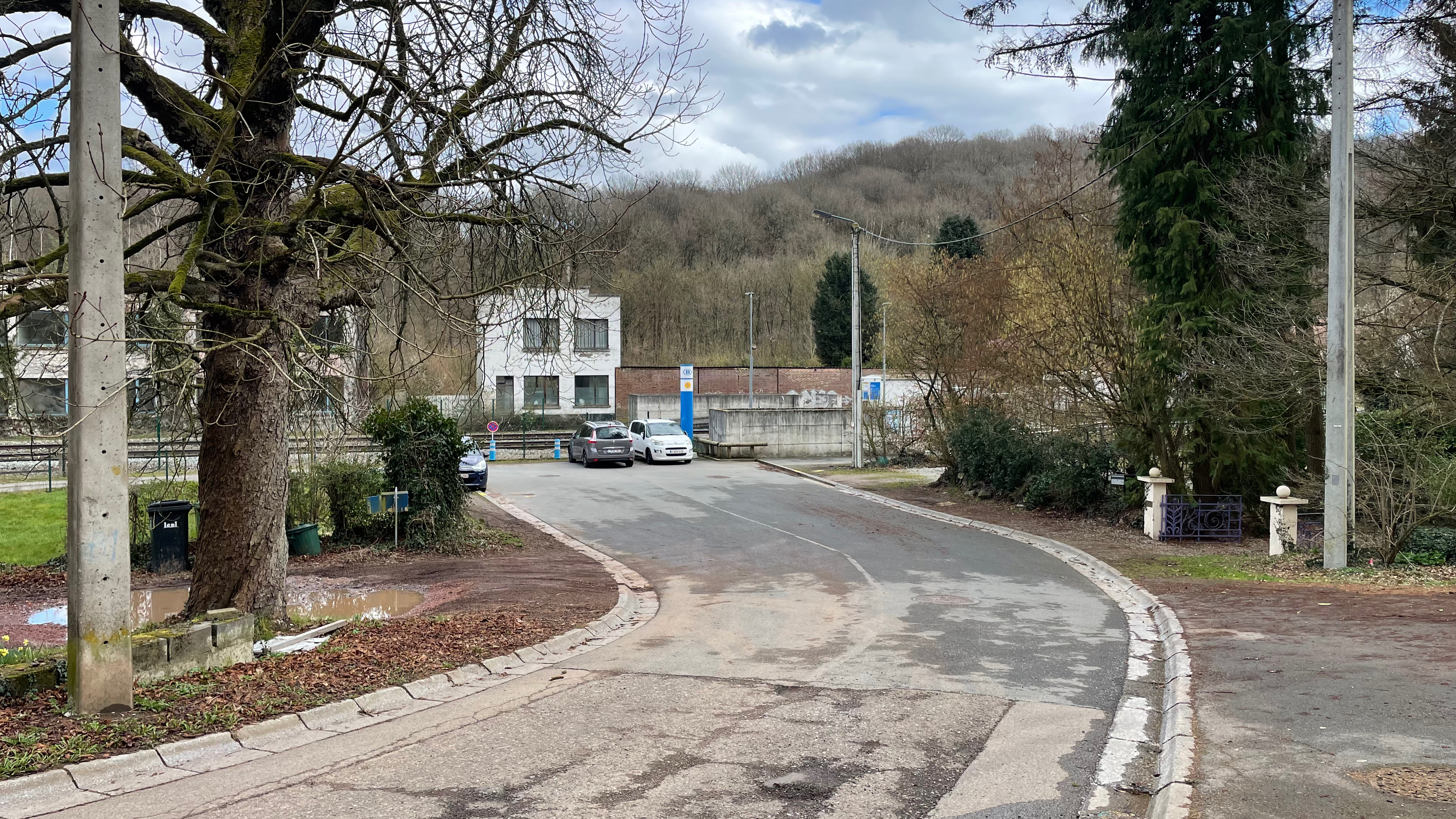
Toegang naar het station
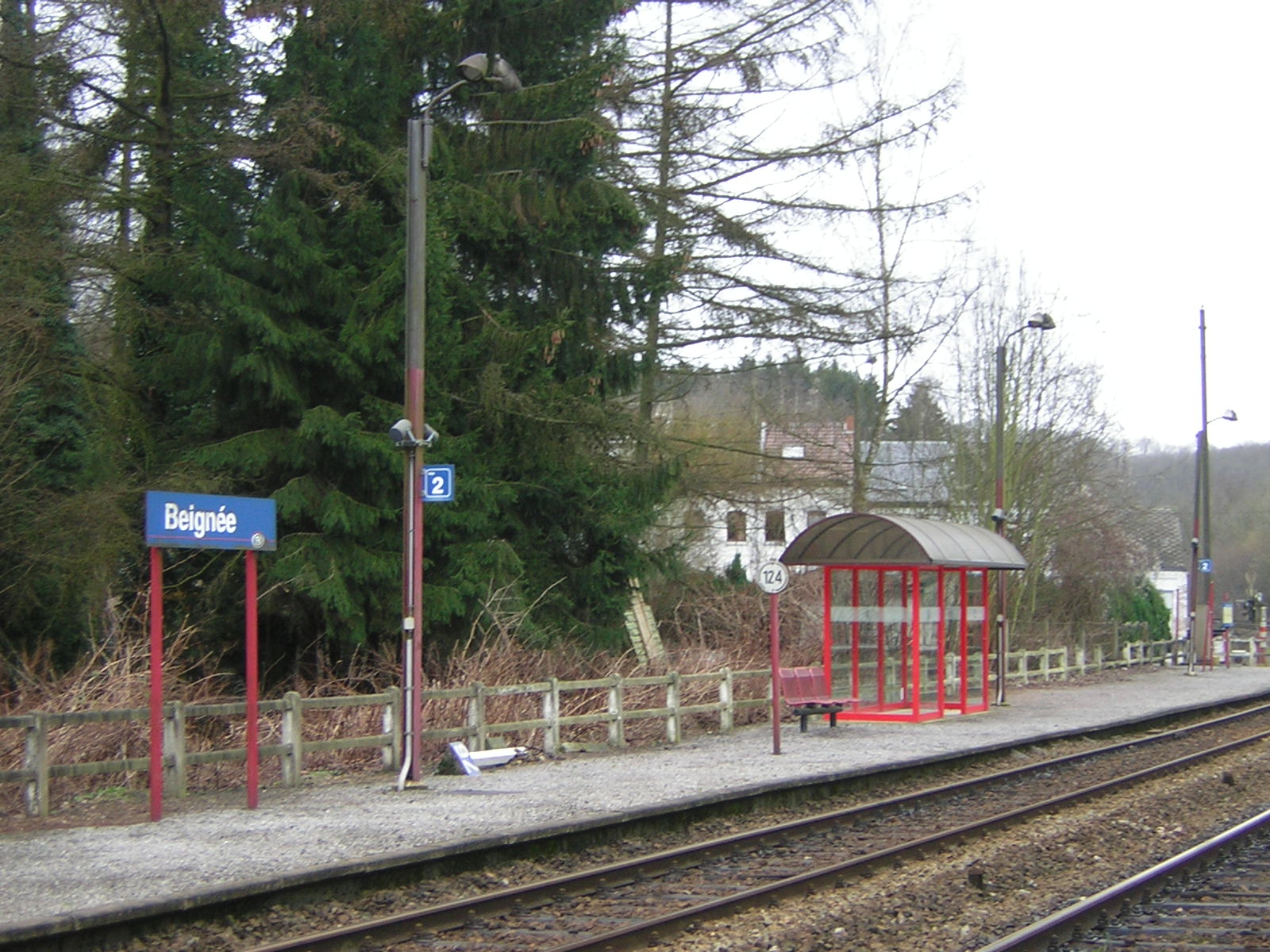
Het station (2008)

## Reizigerstellingen
De grafiek en tabel geven het gemiddeld aantal instappende reizigers weer op een week-, zater- en zondag.
| Tabel: aantal instappende reizigers station Beignée | Tabel: aantal instappende reizigers station Beignée | Tabel: aantal instappende reizigers station Beignée | Tabel: aantal instappende reizigers station Beignée |
|                                                     | Weekdag                                             | Zaterdag                                            | Zondag                                              |
| --------------------------------------------------- | --------------------------------------------------- | --------------------------------------------------- | --------------------------------------------------- |
| 1977                                                | 86                                                  | 34                                                  | 20                                                  |
| 1978                                                | 53                                                  | 22                                                  | 7                                                   |
| 1979                                                | 70                                                  | 22                                                  | 7                                                   |
| 1980                                                | 73                                                  | 34                                                  | 19                                                  |
| 1981                                                | 63                                                  | 17                                                  | 16                                                  |
| 1982                                                | 71                                                  | 10                                                  | -                                                   |
| 1983                                                | 57                                                  | 9                                                   | -                                                   |
| 1984                                                | 53                                                  | 26                                                  | 13                                                  |
| 1985                                                | 59                                                  | 20                                                  | 15                                                  |
| 1986                                                | 52                                                  | 22                                                  | 13                                                  |
| 1987                                                | 71                                                  | 20                                                  | 19                                                  |
| 1988                                                | 64                                                  | 19                                                  | 17                                                  |
| 1989                                                | 58                                                  | 11                                                  | 11                                                  |
| 1990                                                | 43                                                  | 19                                                  | 19                                                  |
| 1991                                                | 47                                                  | 11                                                  | 10                                                  |
| 1992                                                | 53                                                  | 9                                                   | 10                                                  |
| 1993                                                | 35                                                  | -                                                   | -                                                   |
| 1994                                                | 36                                                  | -                                                   | -                                                   |
| 1995                                                | 22                                                  | -                                                   | -                                                   |
| 1996                                                | 21                                                  | -                                                   | -                                                   |
| 1997                                                | 25                                                  | -                                                   | -                                                   |
| 1998                                                | 20                                                  | -                                                   | -                                                   |
| 1999                                                | 20                                                  | -                                                   | -                                                   |
| 2000                                                | 19                                                  | -                                                   | -                                                   |
| 2001                                                | 16                                                  | -                                                   | -                                                   |
| 2002                                                | 22                                                  | -                                                   | -                                                   |
| 2003                                                | 25                                                  | -                                                   | -                                                   |
| 2004                                                | 18                                                  | -                                                   | -                                                   |
| 2005                                                | 17                                                  | -                                                   | -                                                   |
| 2006                                                | 25                                                  | -                                                   | -                                                   |
| 2007                                                | 18                                                  | -                                                   | -                                                   |
| 2008                                                | -                                                   | -                                                   | -                                                   |
| 2009                                                | 25                                                  | -                                                   | -                                                   |
| 2010                                                | -                                                   | -                                                   | -                                                   |
| 2011                                                | -                                                   | -                                                   | -                                                   |
| 2012                                                | 24                                                  | -                                                   | -                                                   |
| 2013                                                | 32                                                  | -                                                   | -                                                   |
| 2014                                                | 15                                                  | -                                                   | -                                                   |
| 2015                                                | 19                                                  | -                                                   | -                                                   |
| 2016                                                | 25                                                  | -                                                   | -                                                   |
| 2017                                                | 14                                                  | -                                                   | -                                                   |
| 2018                                                | 14                                                  | -                                                   | -                                                   |
| 2019                                                | 20                                                  | -                                                   | -                                                   |
| 2020                                                | 9                                                   | -                                                   | -                                                   |
| 2021                                                | -                                                   | -                                                   | -                                                   |
| 2022                                                | 11                                                  | -                                                   | -                                                   |
| 2023                                                | 9                                                   | -                                                   | -                                                   |
| 2024                                                | 13                                                  | -                                                   | -                                                   |

0,0: La Sambre ·
1,0: Mont-sur-Marchienne ·
2,8: Montigny ·
4,8: Bomerée ·
6,0: Jamioulx ·
9,4: Beignée ·
10,9: Ham-sur-Heure ·
13,3: Cour-sur-Heure ·
15,0: Berzée ·
18,1: Pry ·
18,8: Walcourt ·
Vogenée ·
Rossignol ·
26,6: Yves-Gomezée ·
Saint-Lambert ·
Jamagne ·
21,1: Gerlimpont ·
23,9: Silenrieux ·
28,5: Falemprise ·
31,0: Cerfontaine ·
32,9: Philippeville ·
Neuville-Noord ·
34,0: Senzeille ·
38,1: Neuville-Zuid ·
41,0: Roly ·
45,4/45,1: Mariembourg ·
47,9: Nismes ·
51,5: Olloy-sur-Viroin ·
54,1: Vierves ·
57,5: Treignes